# Bovino de taurus
Bovino de Taurus, Ganado de Taurus o Taurus/Heck es una raza bovina criada y utilizada con fines de conservación, principalmente en Alemania, Dinamarca y el este de Hungría. Este bovino surge de la intención de mejorar los bovinos de Heck para que se parezcan a los uros.

## Historia
Proyecto iniciado en 1996,en Renania del Norte-Westfalia, por ABU (Arbeitsgemeinschaft Biologischer Umweltschutz) un grupo de trabajo ecológico para cruzar el ganado de Heck con razas de ganado antiguas. El ganado de Heck es más parecido al ganado doméstico que a los uros. El objetivo de selección es consecuencia de conseguir ejemplares de mayor tamaño, con cuernos curvados en la parte delantera, además del color salvaje de los uros. Siendo este nuevo mestizaje denominado como bovino de Taurus.

## Alemania
Para el cruzamiento, en Alemania, se emplearon razas Sayaguesa y Lidia (ganado vacuno de lidia español) y Chianina. Donde el mestizaje también ha comenzado en lugares como la reserva natural Lippeaue (SO-007).
Algunos rebaños ya incluyen la tercera y cuarta generación de los individuos, y ya existen varias combinaciones de las cuatro razas utilizadas. En Lippeaue, la raza dominante en los bovinos cruzados es la sayaguesa (31 %), el bovino de Heck (9 %), Chianina (10 %) y Lidia (50 %).
El Taurus es citado en el libro X de ganado Naturschutzbunds Deutschlands VFA.

## Hungría
En el parque nacional de Hortobágy, habita la mayor manada de bovino de tauro de unos 200 animales. Además de bovinos de tauro de Alemania se cruzaron con ganado de raza Watusi, también Ganado gris húngaro y cruzado con ganado Holstein. Se formaron dos rebaños, un rebaño principal en Pentezug y el otro en Karácsonyfok. Los estudios en el parque nacional han demostrado que el ganado tauro está menos adaptado a climas secos y fríos y a pastizales estériles comparado a los caballos de Przewalski. Recientemente han sido alimentados. Durante el invierno de 2010-11, no se les suministro alimentación.

## Dinamarca
La cría de Tauro se inició en Dinamarca en la reserva natural de Lille Vildmose

## España
La cría de Tauro en España es reciente, se inició en la Maleza, un parque de fauna en la sierra de Albarracín,Teruel. Hay más futuros proyectos de introducción en camino, como el de la Serranía de Cuenca, el Alto Tajo y los Montes Universales. 

## Apariencia
En su mayoría presentan patas delgadas y largas. Habiendo tenido éxito el mestizaje, la altura de la cruz de 1,40 cm de los Heck se elevó a alrededor de 1,60 a 1,65 cm y un peso de 1400 kg en los toros. Esto indica que se asemeja más al morfotipo del uro. Hay toros que llegan a medir 1,70 cm.
El color de los toros es generalmente negro con una línea dorsal marrón claro, una silla más clara en su parte posterior se puede producir. Las vacas tienen un color, pero no siempre más brillante que el toro y tienen una coloración predominantemente de color marrón rojizo. Pueden ocurrir vacas grisáceas o amarillentas.
Los cuernos del ganado de Taurus suelen estar inclinados hacia adelante y su curvatura hacia adentro; aunque su curvatura y tamaño es variable. La estructura craneal es más alargada que en el bovino de Heck y por lo tanto es más similar a los uros. También el ganado de Taurus tiene una figura más atlética, los músculos del cuello y hombros con frecuencia son más pronunciados.

## Galería

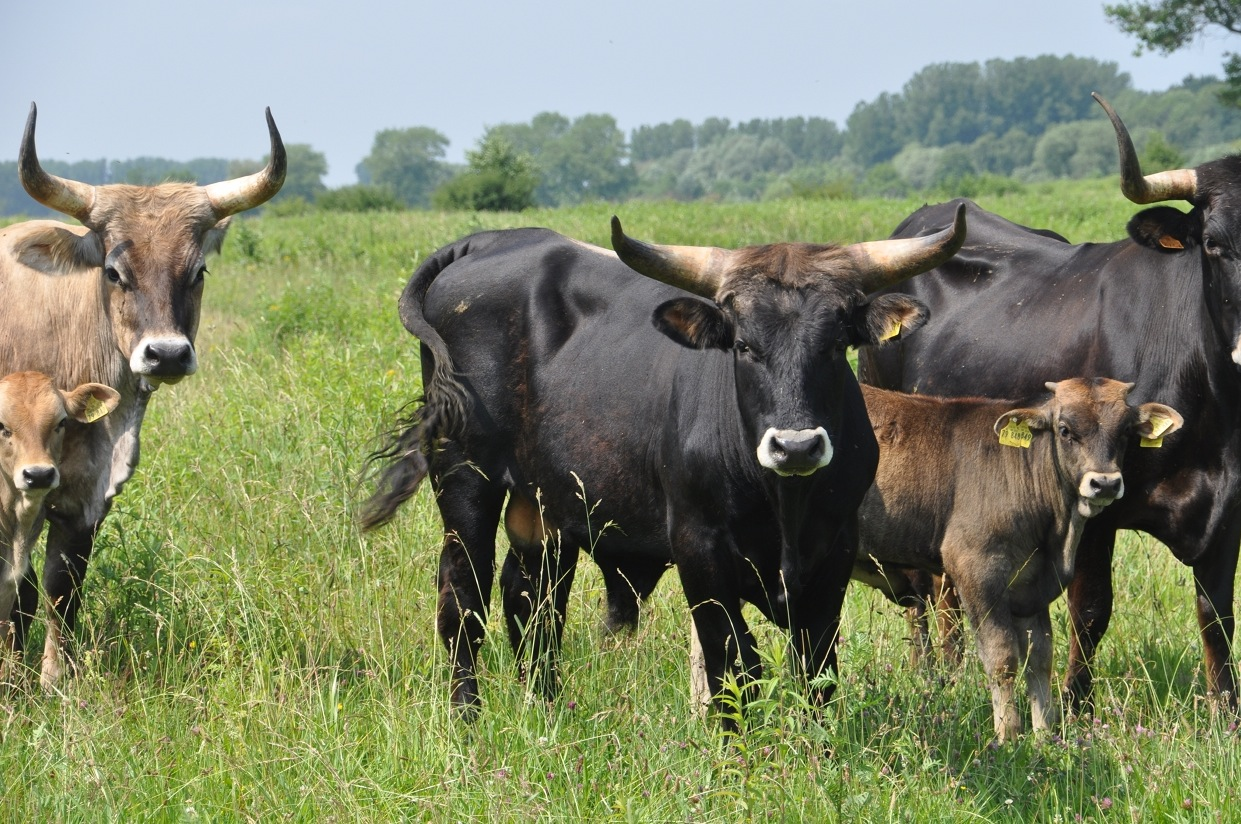
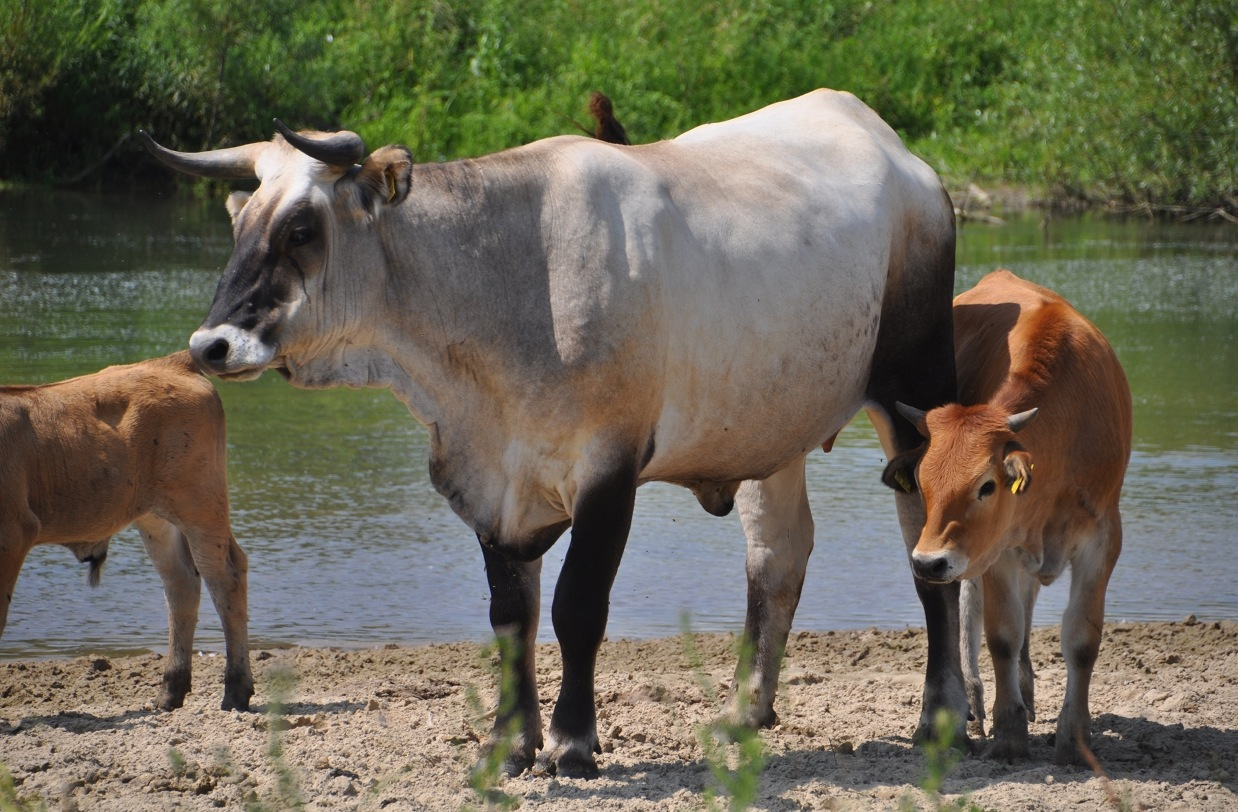
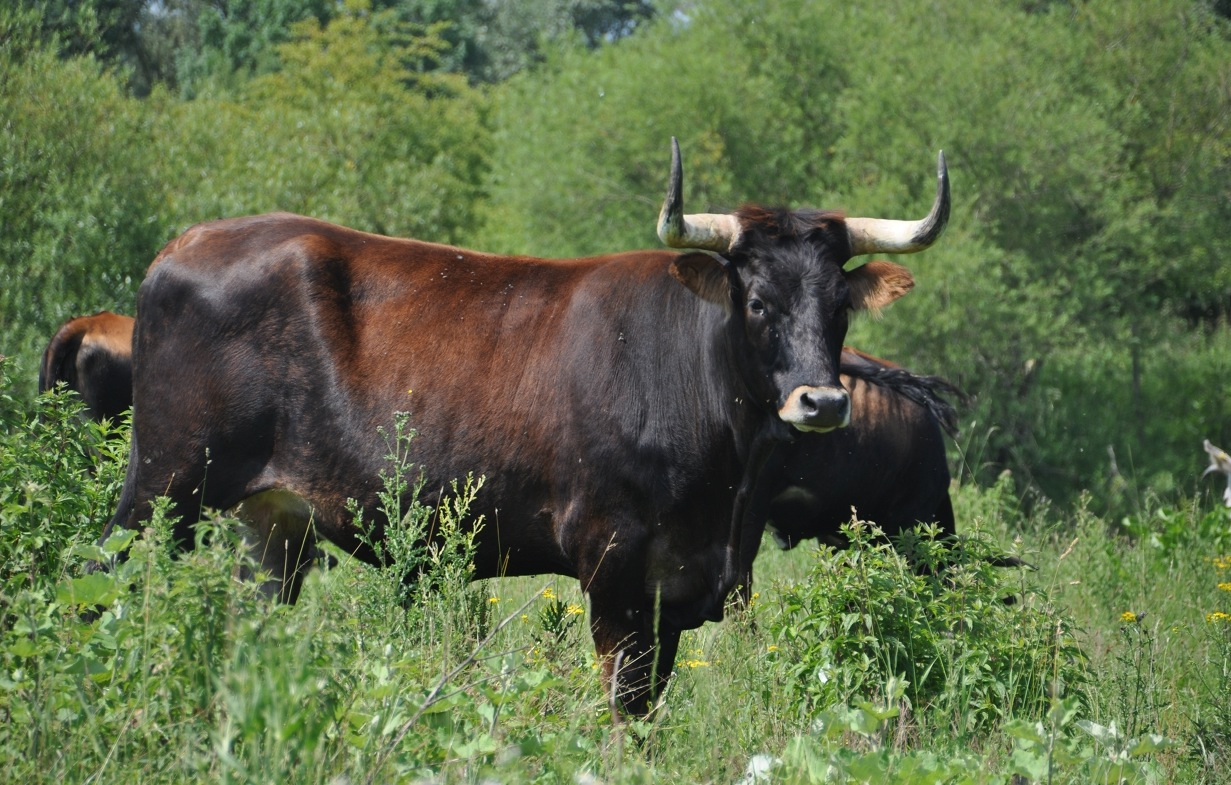
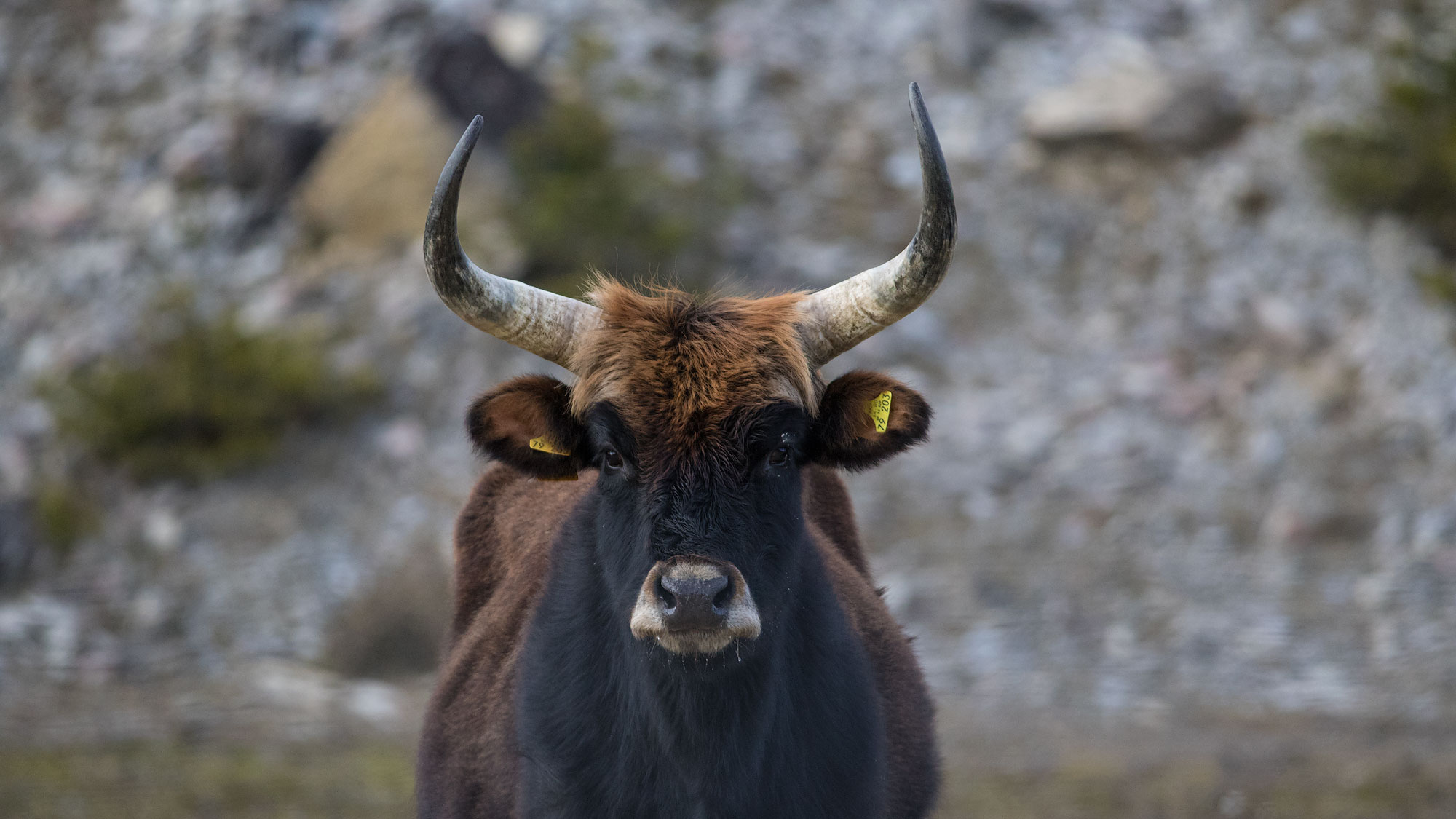
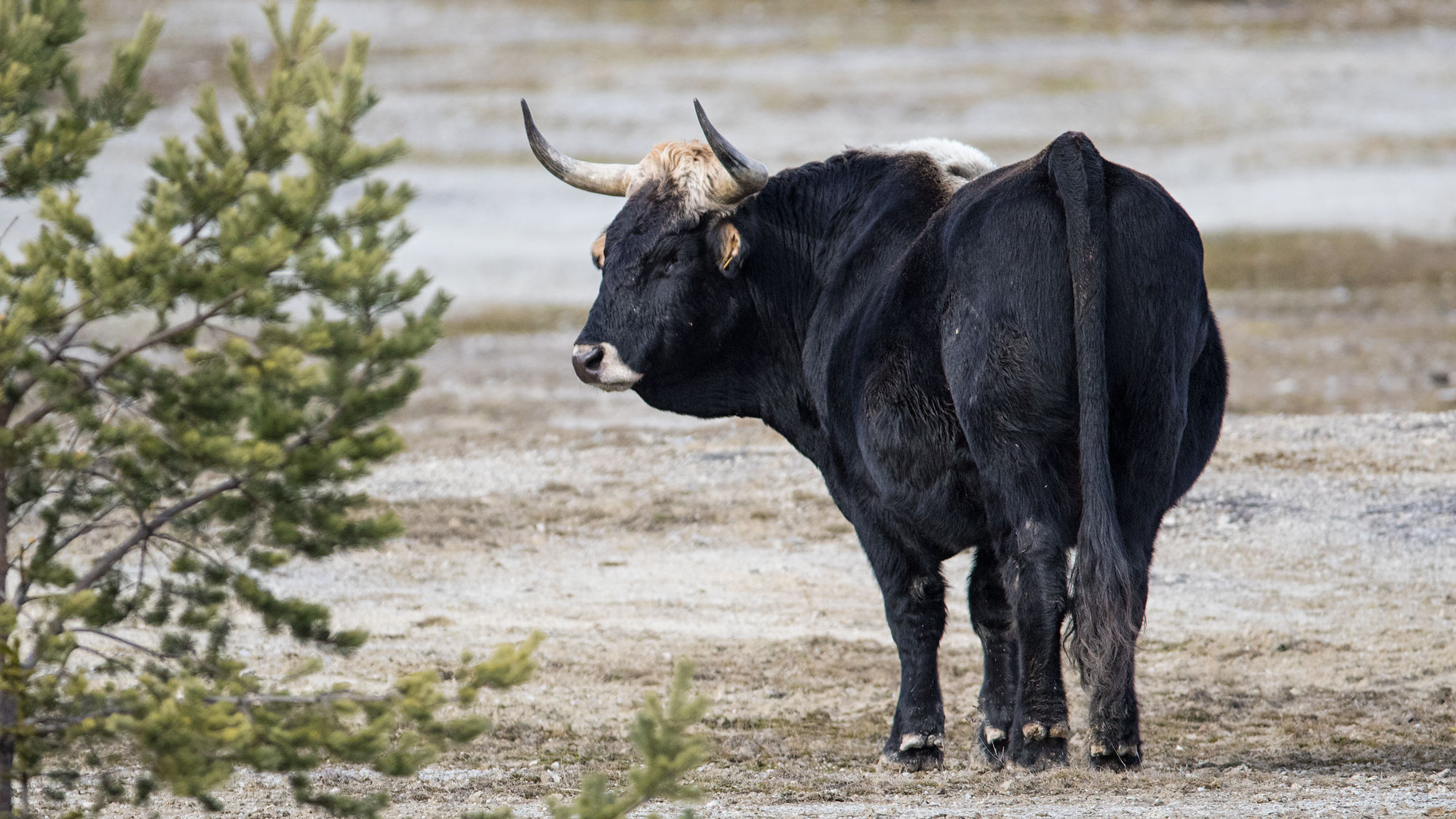
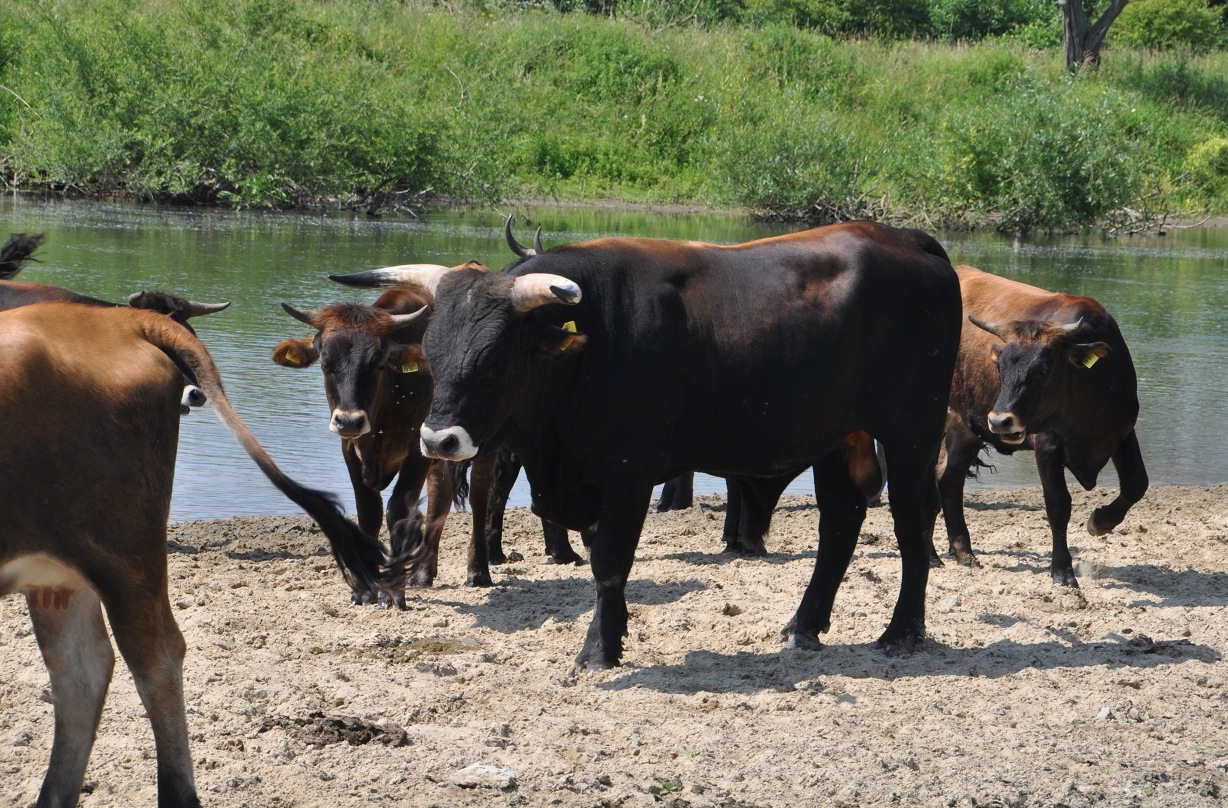
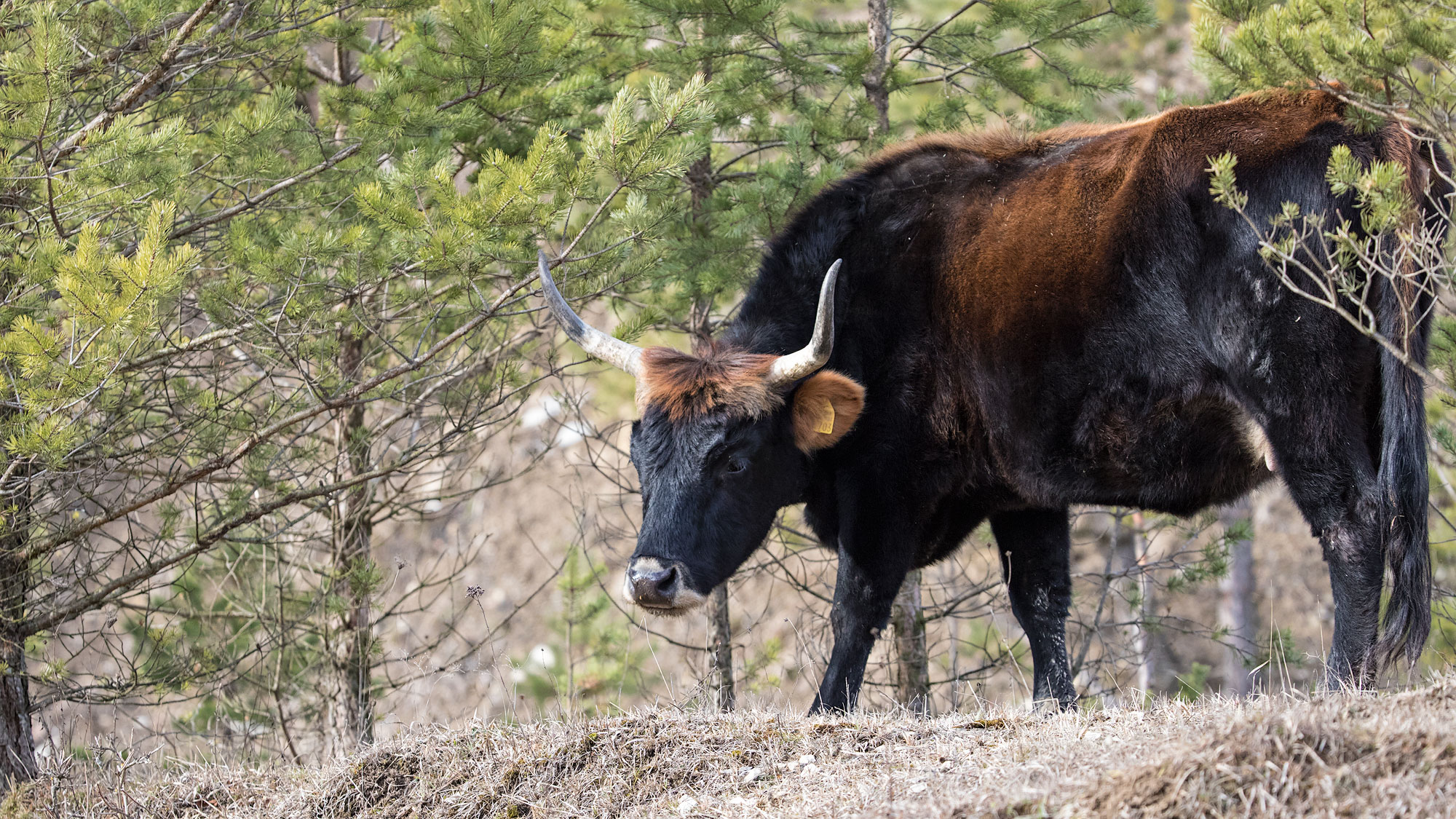
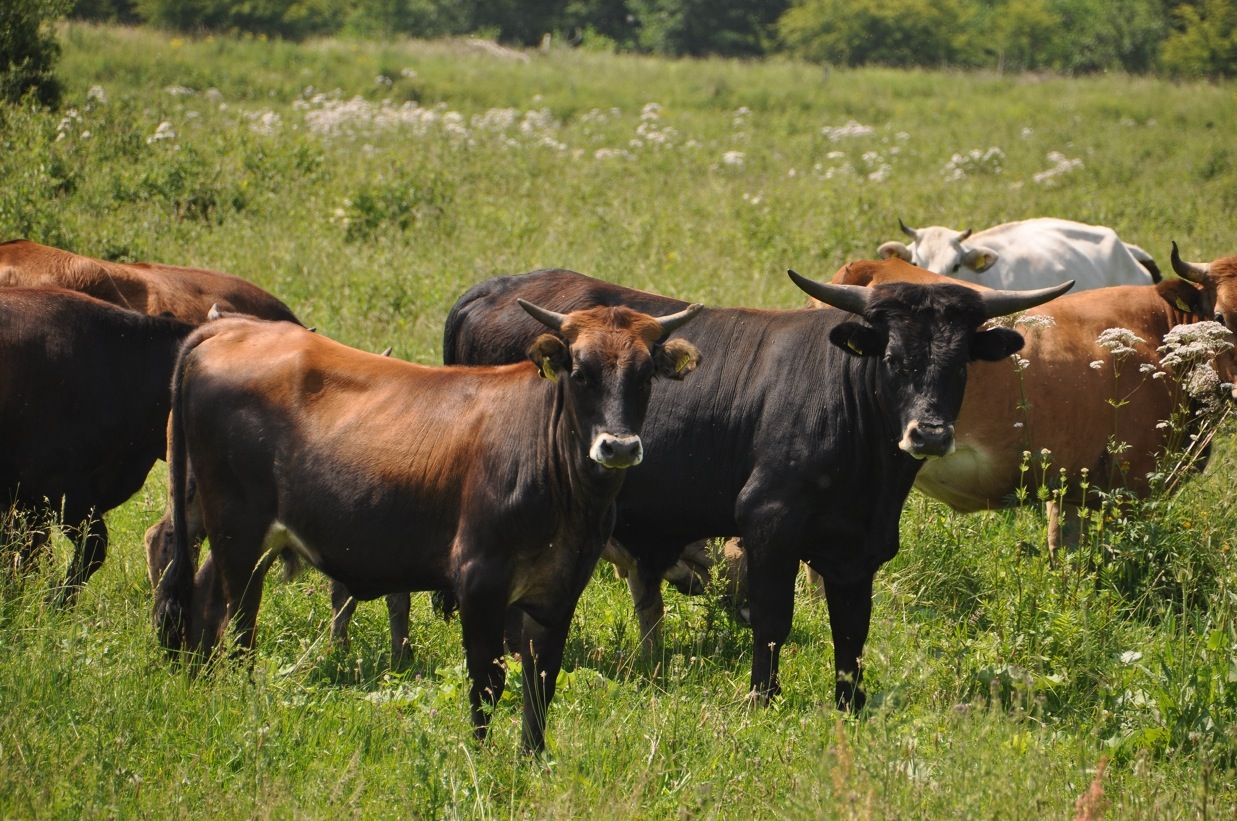
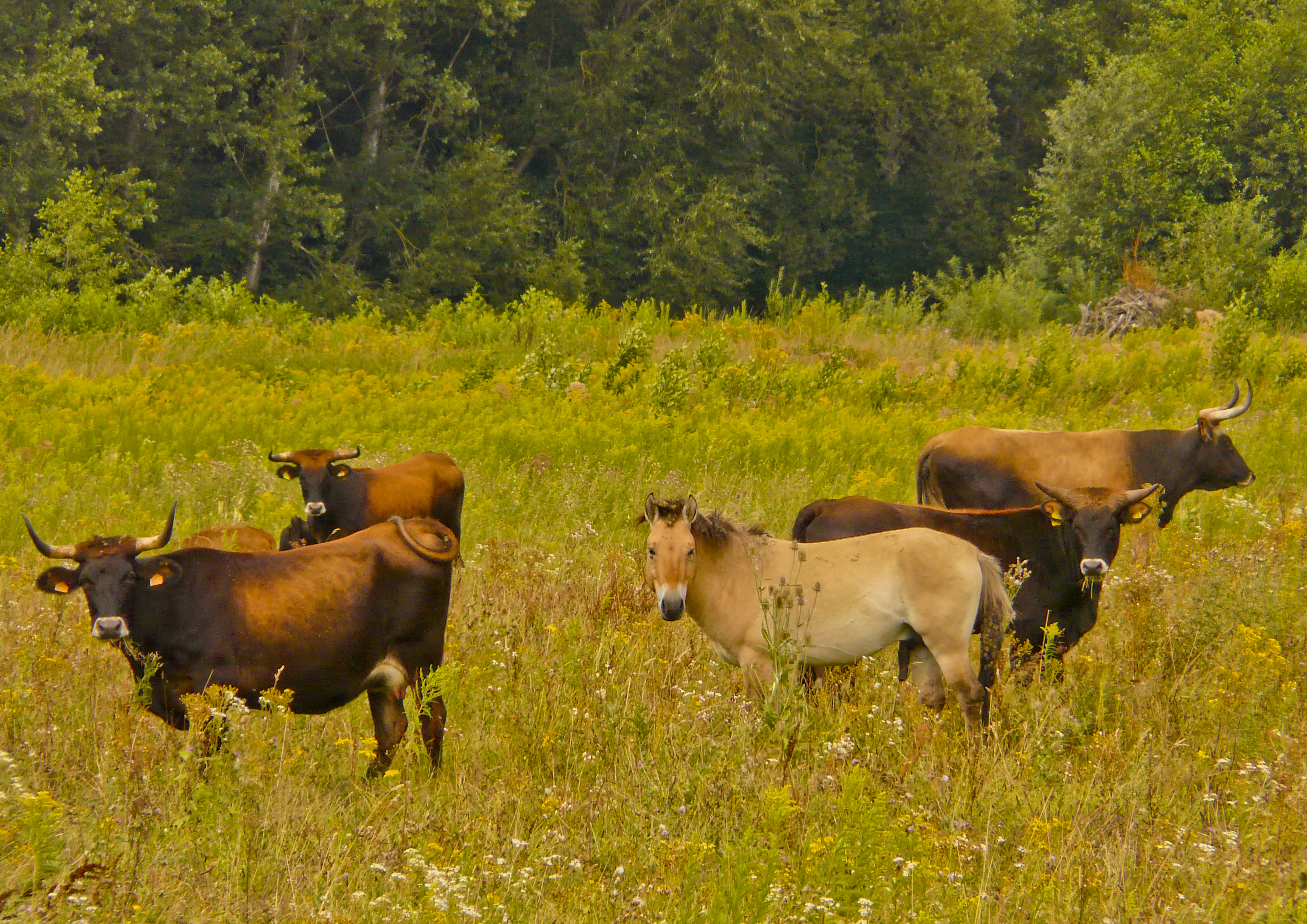